# 서라벌
서라벌(徐羅伐)은 신라의 수도로, 지금의 경상북도 경주시에 위치했다. 또한 신라의 옛 이름이기도 하다.
신채호에 따르면, 신라는 진한 6부의 총칭이 아니고, 6부 중의 하나인 사량부이다. 신라나 사량은 다 '새라'로 읽을 것이요, '새라'는 냇물 이름이니, '새라'의 위에 있으므로 '새라'라 일컬은 것이고 사량은 사훼(沙喙: 진흥왕 비문에 보임)라고도 기록하였으며, 사훼는 '새불'이니 또한 '새라'위에 있는 '불'(들판)이기 때문에 일컬은 이름이다. 《삼국사기》신라본기에 신라의 처음 이름을 '서라벌(徐羅筏)'이라 하였으나, 서라벌은 '새라불'로 읽을 것이니 또한 '새라'의 '불'이라는 뜻이다. 고허촌은 곧 사량부이니, 소벌공의 '소벌(蘇伐)'은 또한 사훼와 같이 '새불'로도 읽을 것이므로 지명이고 , 공(公)은 존칭이니 , 새불 자치회(自治會)의 회장이므로 '새불공'이라 한 것이다. 말하자면 소벌공은 곧 고허촌장이라는 뜻인데, 마치 사람의 이름같이 씀은 역사가가 잘못 기록한 것이다. 새라 부장(部長)소벌공(蘇伐公)의 양자인 박혁거세 거서간이 6부의 총왕(總王)이 되었으므로 나라 이름을 '새라'라 하고 이두자로 신라(新羅)로 쓴 것이다.
신라(新羅)로 국호를 확정지은 것에서 보듯이 ‘새롭게 정착한 곳’이라는 의미라고 보는 주장도 있다. 현재까지 전국 곳곳에 남아 있는 '새말(新村)', '새터말(新垈)' 등 고유어 지명과 비슷한 뜻인데 'New-'계 지명은 전 세계적으로도 흔한 현상으로 '새로운'을 뜻하는 '뉴', '네오', '노브', '누벨', '노바야', '누에바', '카르트' 등을 붙여 작명하는 것이 이러한 예이다. 나폴리(Neos + Polis; 새 도시), 노브고로드(Novu + Gorodu; 새 도시), 카르타고(Qart + Hadasht; 새 도시), Newcastle, Newtown, Newville, Newtown 등이 이러한 예이다. 동쪽을 뜻하는 고유어도 '새'이기 때문에 '동쪽 땅과 '새로운 땅'이라는 중의적 지명이었을 것이라는 견해도 있다.

## 같이 보기
- 경주 월성
- 경주
- 신라